# Mai e poi mai
Mai e poi mai è un singolo del cantautore italiano Olly e del produttore discografico italiano Yanomi, pubblicato il 28 maggio 2020 come primo estratto dal terzo EP Io sono.

## Descrizione
Il brano, scritto e composto dallo stesso Olly con Lorenzo Milano, è prodotto da Yanomi.

## Controversie
Olly è stato accusato di incitamento alla violenza sulle donne attraverso il brano poiché il cui testo riporta Il giorno che la trovo o / La sposo o la ucciderò / Se non può stare qui, sicuro / Non la lascio a te. Nel 2023, durante il concerto tenutosi nel locale Fabrique di  Milano, Olly ha modificato il testo in Il giorno che la trovo o / La sposo o la lascio andare / Se non può stare qui / Per me può far quel che le pare, a seguito all'omicidio di Giulia Cecchettin. In un'intervista rilasciata a Corriere della Sera il rapper ha affermato: «Quel brano l’ho scritto a 17 anni, dopo il primo amore, una storia folle. Avevo idealizzato tantissimo quel rapporto. E quella rima lì era un’iperbole, una metafora estrema. Già al tempo chi lavorava con me mi disse che era troppo, ma io ho sempre tenuto fede al momento della scrittura. [...] mi sentivo a disagio a cantare quella rima e ho pensato a dieci frasi diverse con cui sostituirla. Poi in live mi si è spento il cervello, e quella nuova rima mi è venuta spontanea. C’è stato chi mi ha accusato di piegarmi alla censura o di cercare il consenso popolare. Io non cambierei mai il testo perché ho rispetto della persona che l’ha scritto. Ma ho avuto la maturità emotiva di pensare che fosse sbagliato cantare quella canzone in quel modo».

## Video musicale
Il video musicale, diretto da Guido Bregante e Leonardo Del Bene, è stato pubblicato l'8 giugno 2020 attraverso il canale YouTube di Olly.

## Tracce
Testi e musiche di Federico Olivieri e Lorenzo Milano.
1. Mai e poi mai – 2:29